# فرودگاه دریگس–رد ممریال
فرودگاه دریگس-رد ممریال (به انگلیسی: Driggs-Reed Memorial Airport) یک فرودگاه همگانی بهره‌برداری هوایی است که یک باند فرود آسفالت دارد و طول باند آن ۲۲۲۶ متر است. این فرودگاه در شهر دریگز، آیداهو کشور ایالات متحده آمریکا قرار دارد و در ارتفاع ۱۸۹۹ متری از سطح دریا واقع شده‌است.